# Frederik August 1. af Oldenborg
Frederik August 1. af Oldenburg (tysk: Friedrich August I.; 20. september 1711 – 6. juli 1785) var fyrstbiskop af Lübeck fra 1750 til 1785 og greve og senere hertug af Oldenborg fra 1773 til 1785.

## Eksterne links
- Wikimedia Commons har flere filer relateret til Frederik August 1. af Oldenborg

| Frederik August 1.Huset Slesvig-Holsten-GottorpSidelinje af Huset OldenburgFødt: 20. september 1711 Død: 6. juli 1785 |                                   |                                                                            |
| Titler som regent |                                   |                                                                            |
| Foregående: ingen (Grevskabet Oldenborg ophøjet til hertugdømme i 1774)                                               | Hertug af Oldenborg 1774 – 1785   | Efterfølgende: Peter Frederik Vilhelm                                      |
| Foregående: Paul 1.                                                                                                   | Greve af Oldenborg 1773 – 1774    | Efterfølgende: ingen (Grevskabet Oldenborg ophøjet til hertugdømme i 1774) |
| Foregående: Adolf Frederik                                                                                            | Fyrstbiskop af Lübeck 1750 – 1785 | Efterfølgende: Peter 1.                                                    |